# Skulicowate

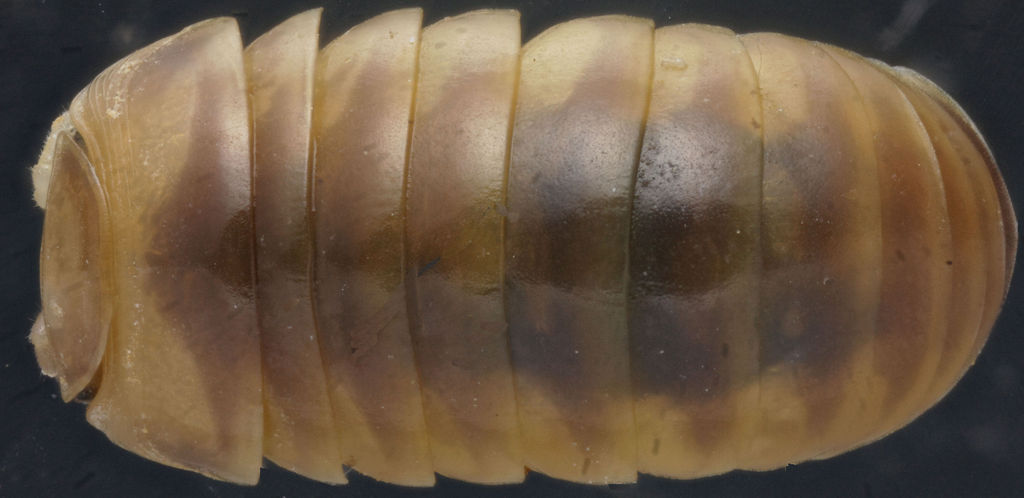
Hyleoglomeris subreducta

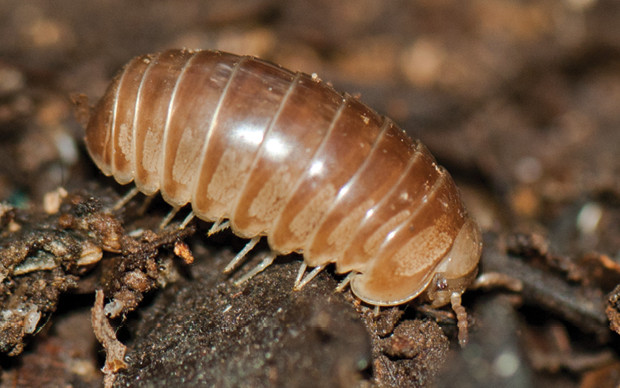
Eupeyerimhoffia archimedis

Skulicowate (Glomeridae) – rodzina wijów z gromady dwuparców i rzędu skulic.
Dwuparce te mają ciało krótkie, szerokie i wypukłe. Ich tułów składa się z 13 segmentów. Tergity, pleuryty i sternity są ze sobą połączone ruchomo, a ponadto tergity II i III są ze sobą zlane w jednolitą płytę dorsalną. Dzięki takiej budowie skulice mogą się zwijać w idealną kulkę, zasłaniając całkowicie głowę, collum, sternity, pleuryty i przydatki. Ponadto w razie zagrożenia używają wydzieliny międzysegmentowych gruczołów obronnych, których ujścia znajdują się po stronie grzbietowej ciała.
Skulice przemieszczają się w glebie przesuwając jej cząstki jak buldożer, ale w przeciwieństwie do innych dwuparców, używają do tego płyty dorsalnej, a nie collum i głowy. Jako że ich ciała są krótsze nie drążą one tuneli i występują głównie w górnych warstwach gleby. Sprzyja temu też ich mniejsza wrażliwość na wysychanie.
Zamieszkują przede wszystkim strefę tropikalną i subtropikalną. Żyją w ściółce; odżywiają się martwą materią organiczną.
Do rodziny tej należy 176 opisanych gatunków z 27 rodzajów, w tym:
- Cantabromeris Mauries, 2005
- Epiromeris Strasser, 1976
- Eupeyerimhoffia Brölemann, 1913
- Geoglomeris Verhoeff, 1908
- Glomerellina Silvestri, 1908
- Glomeris Latreille, 1803
- Haploglomeris Verhoeff, 1906
- Hyleoglomeris Verhoeff, 1910
- Loboglomeris Verhoeff, 1906
- Nearctomeris Wesener, 2012
- Onychoglomeris Verhoeff, 1906
- Protoglomeris Brolemann, 1897
- Rhyparomeris Ribaut, 1955
- Schismaglomeris Verhoeff, 1909
- Simplomeris Verhoeff, 1936
- Spelaeoglomeris Silvestri, 1908
- Strasseria Verhoeff, 1929